# 得克萨斯州教育

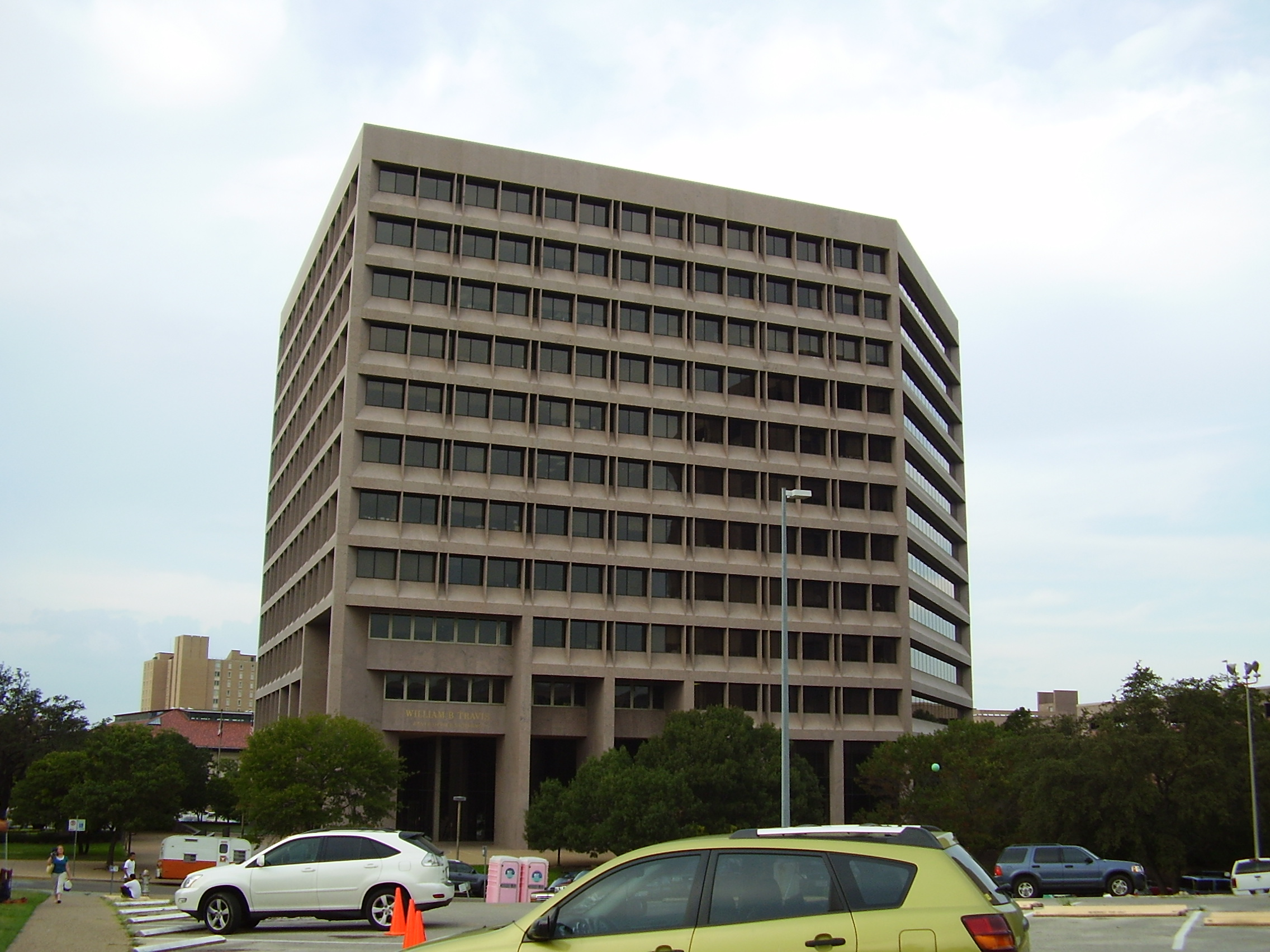
德克萨斯教育局总部位于奥斯丁William B. Travis州政大楼之内

德克萨斯的教育系统由公立学校、私立学校和家庭教育组成。德克萨斯教育局监管公共学校，为这些学校提供资金，但是它的权威经常被限制在干涉绩效较差的学区，而对私有学校和家庭教育只有间接影响。联邦政府按照宪法对教育没有管辖权，但是仍旧可以通过财政拨款交换州政府同意按照有教无类法案这样的全国性标准来运营公立学校。

## 初等和中等教育
德州的基础教育分为三个阶段，从幼儿园或一年级到五或六年级在小学进行初等教育，五或六年级到八年级上初中，而九年级到十二年级在高中就读。之后学生可以选择进入大学、专科或者其他高等教育学校就读。
德州的初等和中等教育按组织方式有公立学校、私立学校和家庭教育三种。公立学校按学区组织，按照地域德克萨斯分为一千多个学区，除了一个学区之外都是独立于市政府的独立学区。私立学校是独立运作，其中很多学校有教会背景，而家长进行的家庭教育也是法律认可的一种教育方式。
德克萨斯的学区大小不一，并不按照行政区划分界，从休斯顿的包含众多学校、数万名学生的学区到只有一个学校的郊区学区都有。学区对于所辖区居民的有收取学区税的权利，也可以对辖区内的私有财产进行征收，而学区内的居民在选举时可以选择自己喜欢的学区领导人。学区负责管理辖区内的公立学校。德克萨斯教育局和德克萨斯教育委员会负责管理州内的学区，为教程制定规范。从幼儿园到第五年级的规范被称为德克萨斯基础知识与技能(TEKS)，包含了每个年级的阅读、语言、数学、自然、社会科学等学科的能力标准。小学学生从三年级起必须进行年度TEKS测试，测试成绩将影响学区是否符合有教无类法案的评估标准。除了一个学区之外，德克萨斯的其他学区都是独立学区，所以德州教育局对学区的干涉十分有限。
德克萨斯的私立学校为数众多，在人口较多的大城市更为密集，按照宗教影响来划分的话，多数是天主教学校、清教学校和非教会学校。尽管教育局对私立学校没有管辖权，但是关注学生未来成就的家长们仍旧敦促私立学校获取认证和对学生进行标准测试。
德州教育局和本地学区都无权规范家庭教育。州教育法只需要课程教授"读、拼写、语法、数学和公民教育"，而且必须是以善意的目的进行。教育法并没有规定学期最少有多少天，或者每天至少教授多少小时，考试也不是必要的。家庭教育在德州曾经经受过挑战，但是在Leeper诉阿灵顿独立学区一案中，法院支持了家庭教育的合法性和独立性。

## 高等教育

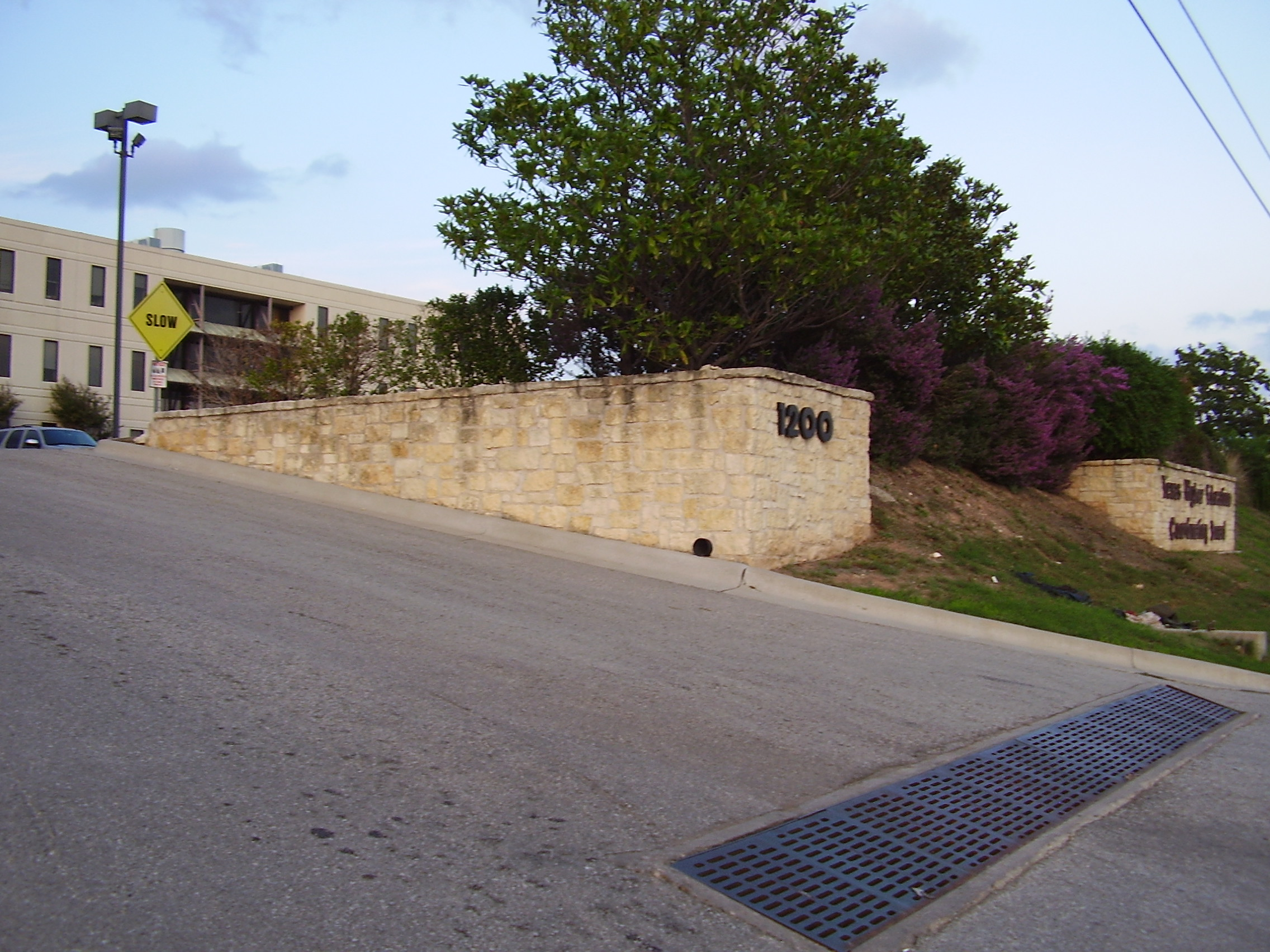
德克萨斯高等教育委员会的总部

德州有三十六座公立大学，其中三十二座属于六个州立大学系统。卡内基教育促进基金会将其中三个归类为一流研究机构：德克萨斯州大学奥斯汀分校、德州農工大學和休斯顿大学另外，德克萨斯也有众多私立大学和学院，例如在休斯顿的萊斯大學于2009年被《美国新闻与世界报告》排名中列为第17名，而三一大学则连续二十年被《美国新闻与世界报告》列为美国西部硕士院校之首。按照1997年通过的有争议的百分之十规定，在高中成绩属于最高的10%的学生自动被州立大学录取。各个大学也从全球各地招收学生以使得学生获得多样化的经验。
德州内也有一些州立社区大学在运营，这些社区大学在自己的管辖区可以征税，居民也可以选举社区大学的管理者。社区大学给收入较低的学生提供教育机会，也为企业所需人才提供比州立大学更灵活的课程。部分社区大学课程也被一些当地州立大学承认为转学时可以保留学分的课程。